# Беретник рудочеревий
Бере́тник рудочеревий (Creurgops verticalis) — вид горобцеподібних птахів родини саякових (Thraupidae). Мешкає в Андах.

## Поширення і екологія
Рудочереві беретники мешкають на заході Венесуели (Тачира), в Колумбії, Еквадорі і Перу (на південь до Аякучо). Вони живуть в кронах вологих гірських тропічних лісів Анд та на узліссях. Зустрічаються на висоті від 1400 до 2700 м над рівнем моря.